# NGC 1165
NGC 1165 је спирална галаксија у сазвежђу Пећ која се налази на NGC листи објеката дубоког неба.
Деклинација објекта је - 32° 5' 58" а ректасцензија 2h 58m 47,7s. Привидна величина (магнитуда) објекта NGC 1165 износи 12,8 а фотографска магнитуда 13,7. NGC 1165 је још познат и под ознакама ESO 417-8, MCG -5-8-9, AM 0256-321, IRAS 02567-3217, PGC 11270.